# Мари-Ернур
Мари-Ернур (мар. Марий Ернур) — деревня в Оршанском районе Республики Марий Эл. Входит в состав Великопольского сельского поселения.

## География
Находится в северной части республики Марий Эл на расстоянии приблизительно 13 км по прямой на юго-восток от районного центра посёлка Оршанка.

## История
Известна с 1723 года как деревня Мусер Великопольской волости Царевококшайского уезда с 17 дворами и 78 жителями. В 1835 году здесь в 27 дворах проживали 152 человека, в 1860 году в деревне (тогда Черемисский Ернур) в 46 дворах проживали 269 человек. В 1905 году в 75 дворах проживали 511 человек, в 1923 году в 114 дворах проживали 555 человек, из них 47 русских, остальные мари. В 2003 году насчитывалось 69 домов, из них 41 деревянный, остальные кирпичные. Имелось также 12 дачных домов. В советское время работали колхозы «Кокшага», имени Шкетана, «1 Мая», имени Мичурина, позже СПК "Сельхозартель «Нива».

## Население
Население составляло 198 человек (мари 95 %) в 2002 году, 191 в 2010.